# 短耳鸢尾兰
短耳鸢尾兰（学名：Oberonia falconeri）为兰科鸢尾兰属下的一个种。

## 扩展阅读
維基物種上的相關：短耳鸢尾兰